# Clara Lemlich

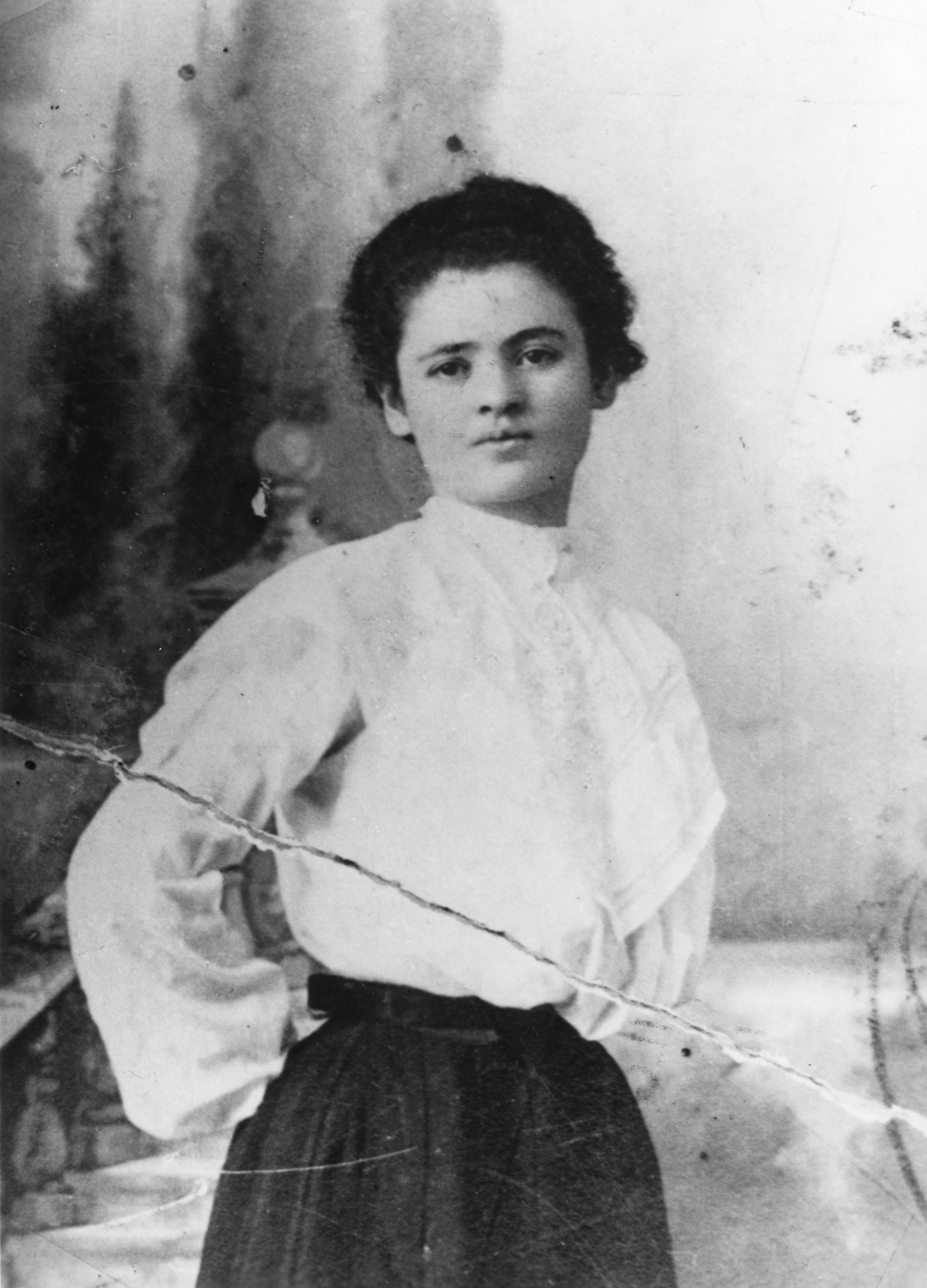
Clara Lemlich, 1910

Clara Lemlich Shavelson (* 28. März 1886 in Horodok; † 12. Juli 1982 in Los Angeles) war eine Anführerin des Aufruhrs der 20.000, des großen Streiks der New Yorker Manschettenmacherinnen von 1909. Für ihre Gewerkschaftsarbeit wurde sie auf die schwarze Liste der Unternehmer gesetzt und trat später der Kommunistischen Partei bei. Noch im Altersheim half sie, das Pflegepersonal gewerkschaftlich zu organisieren.
Clara Lemlich wurde in der Ukraine in eine jüdische Familie geboren. Als Kind lernte sie gegen den Willen ihrer Eltern in russischer Sprache lesen. Durch Knopflochnähen und Briefschreiben für die Nachbarn verdiente sie Geld, um Bücher zu kaufen. 1903 floh die Familie nach dem Pogrom von Kischinjow in die USA.
Lemlich fand Arbeit in der New Yorker Textilindustrie. Zusammen mit ihren Kolleginnen rebellierte sie gegen die langen Arbeitszeiten, niedrigen Lohn, mangelnde Aufstiegsmöglichkeiten und erniedrigende Behandlung durch die Aufseher. Sie wurde Mitglied der Gewerkschaft International Ladies' Garment Workers' Union und übernahm eine leitende Funktion.
Bald machte sie sich einen Namen, indem sie mehrere Streiks organisierte und die männlichen Gewerkschaftsmitglieder herausforderte, doch auch durch ihren Mut und ihren Charme sowie ihre schöne Singstimme. 1909 wurden ihr von Streikbrechern die Rippen gebrochen, doch sie kehrte auf ihren Streikposten zurück.
Landesweit bekannt wurde sie durch ihre Rede auf dem Massenmeeting am 22. November 1909 für die Unterstützung der Streikenden gegen die Triangle Shirtwaist Company und die Leiserson Company:
„Ich habe all den Rednern zugehört und habe keine Geduld mehr für Worte. Ich bin ein Arbeitermädchen, eine von denen, die gegen unzumutbare Bedingungen streiken. Ich bin es müde, den Rednern mit ihren Gemeinplätzen zuzuhören. Wir sind hier um zu entscheiden, ob wir streiken oder nicht. Ich schlage eine Resolution zur Ausrufung des Generalstreiks vor!“
Die Menge stimmte ihr enthusiastisch zu und nachdem sie den traditionellen jüdischen Eid abgelegt hatten „wenn ich die Sache verrate, die ich hier gelobe, möge die Hand vom Arm fallen, den ich hier erhebe“, riefen sie den Generalstreik aus. Ca. 20.000 der 32.000 Manschettennäherinnen von New York gingen in den nächsten Tagen auf die Straße; das war der Aufruhr der 20.000 (New York shirtwaist strike of 1909), der bis zum 10. Februar 1910 dauerte und zu Tarifabschlüssen in fast allen Betrieben, doch nicht in der Triangle Shirtwaist Comp, führte.
Diese Fabrik brannte am 25. März 1911, wobei 129 Mädchen und Frauen von 13 bis 25 Jahren starben. Clara Lemlich verlor eine Cousine und erlitt einen Nervenzusammenbruch, als sie vergeblich in den Trümmern nach ihr suchte. Die Unternehmer hatten die Notausgänge der Arbeitsräume verschlossen.
Von den Unternehmern und der konservativen Gewerkschaftsführung geächtet, widmete Lemlich sich der Frauenstimmrechtsbewegung. Wie ihre Kolleginnen Rose Schneiderman und Pauline Newman hielt sie das Stimmrecht für eine Voraussetzung sozialer Veränderungen. Doch auch mit den bürgerlichen Führerinnen der Frauenstimmrechtsbewegung geriet sie in Streit. Daraufhin gründete sie die Wage Earners League, eine Stimmrechtsorganisation für Arbeiterinnen.
1913 heiratete sie Joe Shavelson. Ihre Kinder waren Irving Charles Velson (er arbeitete später für den sowjetischen Geheimdienst), Martha Shavelson Schaffer and Rita Shavelson Margules. Nach der Geburt ihrer Kinder ging sie zu Teilzeitarbeit über und gründete eine Gewerkschaft für Hausfrauen (United Council of Working Class Housewives), die vor allem für Verbraucherschutz, doch auch für besseres Wohnen und Bildung eintrat.